# Aleksandr Mindadze
Aleksandr Anatoljewicz Mindadze (ros. Александр Анатольевич Миндадзе; ur. 1949) – radziecki scenarzysta. Zasłużony Działacz Sztuk RFSRR (1984).

## Życiorys
Ukończył WGIK (w klasie Marii Winogradowej). Z początku zajmował się krótkim metrażem. W fabule zadebiutował w 1976 roku scenariuszem do filmu Wiosenne wezwanie Pawła Lubimowa. Współpracował także z reżyserem Wadimem Abdraszytowem, pisząc scenariusze do jego filmów.

## Wybrane scenariusze filmowe
- 1976: Wiosenne wezwanie
- 1978: Obrót sprawy
- 1980: Polowanie na lisa
- 1982: Zatrzymany pociąg
- 1982: Granica marzeń

Źródło: